# Pogányszentpéter
Pogányszentpéter là một thị trấn thuộc hạt Somogy, Hungary. Thị trấn này có diện tích 13,15 km², dân số năm 2010 là 492 người, mật độ 37 người/km².